# Emopoiesi

Schema riassuntivo del processo emopoietico.

Il termine emopoiesi o ematopoiesi (dal greco αίμα = sangue e ποιὲω = creare) si riferisce alla formazione e alla maturazione degli elementi corpuscolati del sangue, ovvero il processo di produzione delle cellule del sangue a partire dai loro precursori.

## Descrizione
Nell'essere umano adulto normale le cellule ematiche sono formate. Gli spazi occupati da midollo emopoietico si riducono progressivamente dall'infanzia all'età adulta, fino ad essere confinati alla parte centrale dello scheletro. Durante lo sviluppo fetale l'emopoiesi si svolge dapprima nel sacco vitellino (terza settimana), successivamente nel fegato (quarta settimana) e nella milza (inizio del secondo trimestre) e infine nelle ossa (fine del secondo trimestre).
La maggior parte delle cellule è incapace di ulteriore divisione (fase G0) e, avendo vita relativamente breve, è rimpiazzata continuamente da nuovi elementi provenienti dal midollo osseo. I globuli rossi, i globuli bianchi e le piastrine derivano da un'unica cellula staminale emopoietica pluripotente. La formazione di questa cellula staminale è la prima di una serie di tappe, sequenziali e ordinate, di crescita e maturazione cellulare. La cellula staminale pluripotente può seguire linee di maturazione morfologicamente e funzionalmente diverse, a seconda del condizionamento determinato dal tipo di stimolo o di mediatore presente. Questa procede verso due direzioni principali:
- la linea linfoide da cui si avvia la linfopoiesi (linfociti B, T ed NK ovvero "natural killer")
- la linea mieloide da cui si sviluppa la mielopoiesi, processo che porta alla produzione di granulociti, monociti, megacariociti-piastrine, globuli rossi maturi.

Ematopoiesi è il processo dal quale gli elementi formati del sangue sono prodotti. Il processo è regolato attraverso una serie di passi inizianti con la cellula staminale ematopoietica totipotente (oltre alla linea ematopoietica infatti può differenziarsi teoricamente in ogni linea cellulare, connettivo, fibroblasti, condroblasti, ecc.), che quando prende la via ematopoietica diventa pluripotente.

## Eritropoiesi
Esperimenti su topi suggeriscono che le cellule eritroidi derivino da un progenitore eritroide/megacariocita comune che non si sviluppa in assenza dell'espressione dei fattori di trascrizione GATA-1 e FOG-1. Con l'impegno nella linea differenziativa, i progenitori ematopoietici e le cellule precursori vanno sempre di più sotto influenze regolatorie di fattori di crescita e ormoni. Per la produzione di globuli rossi, l'eritropoietina (EPO) è l'ormone regolatore. EPO è richiesta per il mantenimento di determinate cellule progenitrici eritroidi che, in assenza dell'ormone, vanno incontro alla morte cellulare programmata (apoptosi). Il processo regolatorio della produzione di globuli rossi è la eritropoiesi.
Nel midollo osseo, il primo precursore eritroide riconoscibile morfologicamente è il pronormoblasto o proeritroblasto. Questa cellula può andare incontro a 4-5 divisioni cellulari che si risolvono nella produzione di 16-32 globuli rossi maturi. Con una produzione aumentata di EPO il numero dei progenitori eritroidi è amplificato e a sua volta darà un aumento del numero degli eritrociti (globuli rossi). La regolazione della produzione di EPO è legata alla disponibilità di Ossigeno a livello del tessuto renale. La produzione normale di globuli rossi deriva dalla giornaliera sostituzione del 0.8-1 % di tutti i globuli rossi circolanti nel corpo poiché la vita media di un globulo rosso è 100-120 giorni. L'organo responsabile della produzione di globuli rossi è chiamato eritrone. L'eritrone è un organo dinamico costituito da una riserva (pool) di cellule precursori eritroidi midollari a rapida proliferazione e dalla grande massa di eritrociti maturi circolanti.

## Vita media cellule mature
- Globulo rosso - 120 giorni
- Piastrina - 10 giorni
- Granulociti e monociti - 4 ore
- Linfociti - di solito muoiono dopo aver debellato l'infezione (ad eccezione di linfociti particolari, le cellule della memoria, che vivono anche mesi in attesa di una seconda infezione provocata dallo stesso agente patogeno della prima)

Questi dati sono molto importanti dal punto di vista medico, poiché condizionano le trasfusioni di sangue (o di sole cellule), le operazioni chirurgiche e la somministrazione di farmaci che influenzano l'emostasi.